# Тимошенко, Алексей Васильевич
Алексей Васильевич Тимошенко (бел. Аляксей Васілевіч Цімашэнка; род. 9 декабря 1986, Гомель) — белорусский футболист, полузащитник.

## Клубная карьера
Начал карьеру в «Гомеле», после был отдан в аренду в речицкий «Ведрич-97». В 2008 вернулся в гомельский клуб.
В июле 2011 года получил травму и выбыл до конца сезона 2011. После возвращения в сезоне 2012 уже не имел прочного места в основе и в августе 2012 был отдан в аренду в бобруйскую «Белшину».
В феврале 2013 года окончательно оставил Гомель и стал игроком мозырьской «Славии», где стал прочным игроком основы. Обычно играл на позиции правого полузащитника, иногда выступал в качестве защитника. Провел за мозырьский клуб все 32 матча чемпионата, но не сумел спасти команду от вылета в Первую лигу.
В январе 2014 года снова оказался в «Белшине», где стал основным правым полузащитником. В октябре 2014 не играл из-за травмы, в ноябре 2014 вернулся в основу.
В марте 2015 года перешел в микашевичский «Гранит». Закрепился в основном составе микашевичцев, использовавшись на разных позициях - от защитника до нападающего. По окончании сезона 2015 появилась информация об интересе к Тимошенко со стороны минского «Динамо», однако Алексей в январе 2016 отправился на просмотр в солигорский «Шахтёр» и вскоре подписал контракт с этим клубом. Однако, закрепиться в основе горняков не смог и на поле появлялся эпизодически. По окончании сезона 2016 оставил Солигорск.
В январе 2017 года стал игроком «Витебска». Сезон 2017 года он начал в стартовом составе команды, играя в качестве левого защитника, но позже стал реже появляться на поле. По окончании сезона он покинул витебскую команду и в феврале 2018 года присоединился к «Слуцку». В составе слуцкой команды зарекомендовал себя как игрока основы. В декабре 2018 года продлил контракт со «Слуцком». Он пропустил старт сезона 2019 года, но позже вернул себе место в стартовом составе. Не играл в июле из-за травмы. В декабре 2019 года контракт со «Слуцком» был расторгнут.
В январе 2020 года присоединился к речицкому «Спутнику». По итогам сезона 2020 года он помог клубу выйти в Высшую лигу.
В начале 2021 года перешёл в гомельский «Локомотив». Сначала чаще выходил на замену, с июля закрепился в стартовом составе команды. В феврале 2022 года продлил соглашение с клубом. В феврале 2023 года футболист покинул клуб.

## Достижения
- Серебряный призёр чемпионата Белоруссии: 2016
- Бронзовый призёр чемпионата Белоруссии: 2011
- Обладатель Кубка Белоруссии: 2010/11
- Обладатель Суперкубка Белоруссии: 2012
- Чемпион первой лиги Белоруссии (2): 2010, 2020